# Ralf Müller (Tänzer)
Ralf Müller (* 1967 in Offenburg) ist ein deutscher Tänzer, Tanzlehrer, Wertungsrichter bei internationalen Tanzturnieren und Tanztrainer auf Landes- und Bundesebene. Gemeinsam mit seiner Frau Olga Müller-Omeltchenko wurde er vierfacher Tanz-Weltmeister in den lateinamerikanischen Tänzen. Das Paar lebt heute im badischen Rastatt.

## Leben
Müller kam schon als Kind über die Tanzschule seiner Eltern in Rastatt zum Tanzsport. Nach ersten Erfolgen in Schülerturnieren und einem dritten Platz bei den deutschen Rock-’n’-Roll-Meisterschaften konzentrierte er sich auf die lateinamerikanischen Tänze. 1985 bis 1988 ließ er sich zum Tanzlehrer ausbilden, anschließend kam er zur Sportfördergruppe Mannheim der Bundeswehr. 1990 lernte er seine spätere Tanzpartnerin und Ehefrau Olga bei den German Open Championships kennen. Noch im gleichen Jahr starteten sie ihre gemeinsame Karriere und gelangten schnell an die Weltspitze. Am Valentinstag 1991 heirateten sie. Sie dominierten lange Zeit internationale Amateurturniere in den lateinamerikanischen Tänzen. 1997 wechselten sie ins Profilager. Nach ihrem Karriereende im Jahr 2000 sind beide als internationale Wertungsrichter aktiv und unterrichten in der eigenen Tanzschule in Rastatt.
Ralf und Olga Müller wirken noch heute als Tanzsport-Experten oft in Fernsehsendungen mit. Ralf Müller beispielsweise als Co-Kommentator bei den German Open in Stuttgart oder in der SWR-Sendung Kaffee oder Tee. Auch zur aktiven Zeit waren Ralf und Olga oft im Fernsehen zu Gast. So im Aktuellen Sportstudio des ZDF. Auch das Ende ihrer Karriere im Jahre 2000 sorgte für ein großes Medienecho, so sendete das ZDF ein Spezial zur Karriere der „Müllers“ sowie ein Interview.
Ralf und Olga Müller haben zwei Söhne (* 2007, 2015).

## Erfolge
Nachfolgend alle bedeutende Turniersiege (alle zusammen mit Olga Müller-Omeltchenko):

### Profis
- Weltmeisterschaft Kür-Latein (1998–2000)
- Deutsche Meisterschaft Kür-Latein (1998)
- Deutsche Meisterschaft Latein (1998, 1999)

### Amateure
- Weltmeisterschaft (1996)
- Europameisterschaft (1994, 1996)
- Deutsche Meisterschaft (1994–1997)
- British Open (1996)
- German Open Championships (1994–1996)
- ARD Masters Gala (1994–1996)
- Goldstadtpokal (1994–1996)
- UK Championships (1996)
- British Open Professionals Rising Star (1997)